# Groupe chimique tunisien
Pour les articles homonymes, voir GCT.
Le Groupe chimique tunisien (GCT) est une entreprise publique tunisienne dont l'objet est de produire et de transformer le phosphate extrait en Tunisie en produits chimiques tels que l'acide phosphorique ou les engrais.
Il résulte de l'absorption ou de la fusion d'entreprises opérant dans les domaines de l'extraction du phosphate (Compagnie des phosphates de Gafsa) et de la transformation — Société industrielle d'acide phosphorique et d'engrais à Sfax, Industries chimiques maghrébines à Gabès, Société arabe des engrais phosphatés et azotés à Gabès, Engrais de Gabès et Industrie chimique de Gafsa — entre 1992 et 1994.
Ce groupe industriel, parmi les principaux du pays, exploite le phosphate dont la Tunisie est le cinquième producteur mondial (huit millions de tonnes en 2004). 85 % sont transformés dans quatre pôles industriels du sud du pays.

## Production
Si la production est concentrée dans le bassin minier de Gafsa au niveau d'une dizaine de carrières à ciel ouvert réparties sur cinq centres miniers — Gafsa, Métlaoui, Mdhilla, Redeyef et Moularès —, l'essentiel de sa transformation, à l'exception d'une usine à Mdhilla, est réalisée dans des usines situées dans les zones industrialo-portuaires de Sfax, Gabès et Skhira, sur le golfe de Gabès.

## Transformation
Sfax possède la première usine de transformation du phosphate, la SIAPE, inaugurée en 1952. Il s'agit d'une usine produisant du TSP (triple super phosphate) à partir de l'acide phosphorique et ce par des procédés qui lui sont propres sous la dénomination de « procédés SIAPE ». Elle est située au sud de Sfax mais un programme de délocalisation est lancé le 8 avril 2008, en raison de la pollution engendrée au sein d'une zone urbaine. La NPK, autre usine implémentée juste à côté du port commercial de Sfax a quant à elle été fermée et son site fait l'objet d'un vaste projet de dépollution (projet Taparura). Sfax est également le port d'exportation du phosphate brut du pays et le principal port pour l'exportation des produits chimiques. Il possède un quai de 830 mètres pour un bassin de 32 pieds de tirant d'eau, ce qui lui permet d'accueillir des minéraliers de 35 000 tonneaux. La capacité journalière de chargement peut atteindre 10 000 tonnes.
Gabès abrite plusieurs usines transformant le phosphate en acide phosphorique marchand dit MGA, DAP (Di-ammonium phosphate) et DCP (Di-calcium phosphate). Les capacités d'exportation comme d'importation (soufre et ammoniac) sont importantes avec quatre quais. Cette activité est toutefois source d'une pollution affectant les secteurs de la pêche, du tourisme et de l'agriculture.
Skhira possède une usine de production d'acide phosphorique ainsi qu'un port en eaux profondes (tirant d'eau de cinquante pieds).